# Rejon Suchumi
Rejon Suchumi (abch. Аҟәа араион; gruz. სოხუმის რაიონი) – jednostka administracyjna Abchazji. De iure jeden z 6 rejonów Autonomicznej Republiki Abchazji wchodzącej w skład Gruzji, de facto jeden z 7 rejonów Republiki Abchazji. Stolicą rejonu jest Oczamczyra.

## Położenie
Rejon położony jest w centralnej części Abchazji. 

## Ludność
Na podstawie spisu ludności z 2011 rejon Suchumi zamieszkuje 11 531 osób deklarujących następującą narodowość::
- Ormianie – 6 467 (56,1%)
- Abchazi – 3 505 (30,4%)
- Rosjanie – 864 (7,5%)
- Gruzini – 233 (2,0%)
- Grecy – 147 (1,3%)
- Ukraińcy – 58 (0,5%)
- Megrelowie – 1 (0,1%)
- Swanowie – 1 (0,1%)